# Băile Olănești
Băile Olănești là một thị xã thuộc hạt Vâlcea, România. Dân số thời điểm năm 2002 là 4608 người.